# La Meurdraquière
La Meurdraquière és un municipi francès situat al departament de la Manche i a la regió de Normandia. L'any 2007 tenia 163 habitants.

## Demografia

### Població
El 2007 la població de fet de La Meurdraquière era de 163 persones. Hi havia 69 famílies de les quals 20 eren unipersonals (16 homes vivint sols i 4 dones vivint soles), 12 parelles sense fills, 25 parelles amb fills i 12 famílies monoparentals amb fills.
La població ha evolucionat segons el següent gràfic:
Habitants censats

### Habitatges
El 2007 hi havia 98 habitatges, 69 eren l'habitatge principal de la família, 16 eren segones residències i 13 estaven desocupats. 96 eren cases i 1 era un apartament. Dels 69 habitatges principals, 49 estaven ocupats pels seus propietaris, 18 estaven llogats i ocupats pels llogaters i 1 estava cedit a títol gratuït; 2 tenien dues cambres, 14 en tenien tres, 18 en tenien quatre i 34 en tenien cinc o més. 63 habitatges disposaven pel capbaix d'una plaça de pàrquing. A 36 habitatges hi havia un automòbil i a 27 n'hi havia dos o més.

### Piràmide de població
La piràmide de població per edats i sexe el 2009 era:
| Homes | Edats   | Dones |
| ----- | ------- | ----- |
| 0     | 95 o +  | 0     |
| 0     | 90 a 94 | 0     |
| 4     | 85 a 89 | 0     |
| 0     | 80 a 84 | 8     |
| 4     | 75 a 79 | 4     |
| 0     | 70 a 74 | 4     |
| 4     | 65 a 69 | 8     |
| 4     | 60 a 64 | 0     |
| 0     | 55 a 59 | 8     |
| 12    | 50 a 54 | 4     |
| 4     | 45 a 49 | 4     |
| 8     | 40 a 44 | 4     |
| 4     | 35 a 39 | 0     |
| 0     | 30 a 34 | 8     |
| 8     | 25 a 29 | 0     |
| 0     | 20 a 24 | 4     |
| 0     | 15 a 19 | 4     |
| 0     | 10 a 14 | 0     |
| 0     | 5 a 9   | 0     |
| 0     | 0 a 4   | 4     |

## Economia
El 2007 la població en edat de treballar era de 104 persones, 84 eren actives i 20 eren inactives. De les 84 persones actives 77 estaven ocupades (44 homes i 33 dones) i 7 estaven aturades (2 homes i 5 dones). De les 20 persones inactives 13 estaven jubilades, 4 estaven estudiant i 3 estaven classificades com a «altres inactius».

### Ingressos
El 2009 a La Meurdraquière hi havia 66 unitats fiscals que integraven 154 persones, la mediana anual d'ingressos fiscals per persona era de 16.877 €.

### Activitats econòmiques
Dels 2 establiments que hi havia el 2007, 1 era d'una empresa de construcció i 1 d'una empresa de comerç i reparació d'automòbils.
L'únic servei als particulars que hi havia el 2009 era un guixaire pintor.
L'any 2000 a La Meurdraquière hi havia 27 explotacions agrícoles que ocupaven un total de 840 hectàrees.

## Poblacions més properes
El següent diagrama mostra les poblacions més properes.